# Talbot 3-Litre
Der Talbot 3-Litre ist ein Fahrzeug der oberen Mittelklasse, das der britische Konzern Rootes ab 1937 herstellte. Nach anfänglicher Vermarktung als Talbot verkaufte Rootes den Wagen ab Herbst 1938 unter der Marke Sunbeam-Talbot als Sunbeam-Talbot 3-Litre, ohne dass damit technische oder stilistische Änderungen verbunden waren. Ein Schwestermodell ist der Ende 1938 vorgestellte Sunbeam-Talbot 4-Litre, der einen stärkeren Motor hat. Der 3-Litre und der 4-Litre bauen auf Komponenten anderer Rootes-Marken auf. Sie gelten als frühes Beispiel des Badge Engineering. Kurz nach dem Ausbruch des Zweiten Weltkriegs endete die Produktion beider Modelle.

## Entstehungsgeschichte
Sunbeam und Talbot waren anfänglich eigenständige Unternehmen, die jeweils zu Beginn des 20. Jahrhunderts in Großbritannien die Automobilproduktion begannen. 1919 übernahm der französische Automobilhersteller Darracq sowohl Sunbeam als auch Talbot und formte daraus den Konzern Sunbeam-Talbot-Darracq (abgekürzt STD oder S.T.D.), der eineinhalb Jahrzehnte lang in den britischen und französischen Standorten eigenständige, kaum aufeinander abgestimmte Autos produzierte. 1934 war Sunbeam-Talbot-Darracq zahlungsunfähig. Im Januar 1935 übernahm die in London ansässige Rootes Group, zu der unter anderem bereits Hillman und Humber gehörten, die Marke Sunbeam und – für den britischen Markt – auch die Marke Talbot. Während Rootes die Marke Sunbeam noch 1936 einstellte, setzte der Konzern die Autoproduktion unter der Marke Talbot fort. Zunächst behielten die britischen Talbots noch ihre Eigenständigkeit; nach und nach wurden sie aber auf Rootes-Technik umgestellt. Im britischen Sprachraum wird dieser Prozess Rootesifying (etwa: Rootisifizierung) genannt.
Im Herbst 1937 debütierte der Talbot 3-Litre. Er ist einer der ersten britischen Talbots, der keine Beziehung mehr zu den Modellen der STD-Ära hat. Er baut weitgehend auf Großserientechnik von Hillman und Humber auf. Nach nur einem Jahr ordnete Rootes das Auto einer neuen Marke zu. Anstelle von Talbot wurde der 3-Litre nun als Sunbeam-Talbot verkauft. Technische oder stilistische Änderungen waren damit nicht verbunden. Der 3-Litre war oberhalb des kleineren Modellpaars Sunbeam-Talbot Ten/2-Litre positioniert, die eng mit Hillman-Produkten verwandt waren.
Die Fertigung des 3-Litre endete im November 1939. Nach Kriegsende wurde sie nicht wieder aufgenommen. Es gab auch keinen direkten Nachfolger. Gleiches gilt für den stärker motorisierten Sunbeam-Talbot 4-Litre, der erst im Oktober 1939 als neues Spitzenmodell ins Programm aufgenommen worden war.

## Modellbezeichnung
Die Modellbezeichnung leitet sich von dem abgerundeten Hubraum des verwendeten Motors ab. Ihre Schreibweise ist nicht einheitlich. In zeitgenössischen Publikationen verwendete Rootes verschiedene Varianten: Teilweise wurde das Modell als (Sunbeam-)Talbot Three Litre bezeichnet, teilweise als 3-Litre (mit Bindestrich) und teilweise auch als 3 Litre (ohne Bindestrich). In der jüngeren Literatur wird die Variante mit Bindestrich verwendet, während das britische Sunbeam Talbot Alpine Register auf den Bindestrich verzichtet.

## Modellbeschreibung

### Chassis und Fahrwerk
Der (Sunbeam-)Talbot 3-Litre hat einen separaten Kastenrahmen aus Stahl. Er kam aus dem Konzernbaukasten und wurde in unterschiedlichen Längen und Motorkombinationen auch bei anderen Rootes-Marken angeboten. In der Basisversion war er im zeitgenössischen Hillman 14 hp mit 2,0 Liter großem Vierzylindermotor erhältlich. Das gleiche Chassis gab es beim Humber Snipe 75 mit einem 3,2 Liter großen Sechszylindermotor. Für den Talbot 3-Litre schließlich verlängerte Rootes das Chassis um 10 cm und verband es mit dem Sechszylindermotor von Humber. Wie die Humber- und Hillman-Modelle hat auch der 3-Litre vorn einzeln aufgehängte Räder und quer eingebaute Blattfedern. Hinten ist eine Starrachse mit längs angeordneten Blattfedern eingebaut. Das Fahrwerk wird insgesamt als unzureichend beschrieben; einigen Quellen zufolge habe der 3-Litre „erhebliche Handling-Probleme“ gehabt.

### Motorisierung und Kraftübertragung
Der 3-Litre wird von einem Reihensechszylindermotor von Humber angetrieben, der auch im zeitgenössischen Snipe verwendet wurde. Der Hubraum beläuft sich hier wie dort auf 3181 cm³. Im Fall des (Sunbeam-)Talbot sind die Zylinderköpfe aus Aluminiumguss gefertigt. Die Motorleistung des 3-Litre wurde mit 80 bhp (60 kW; 81 PS) angegeben.

### Karosserien

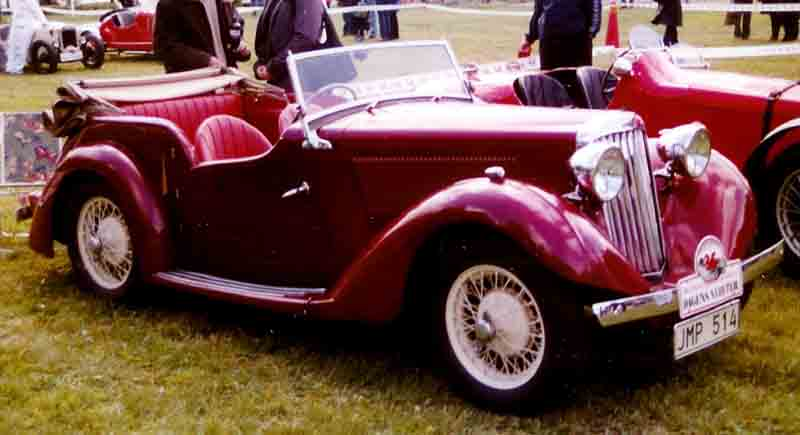
Tourer-Karosserie von Whittingham & Mitchel für den Talbot Ten, dem seltenen 3-Litre-Tourer sehr ähnlich

Für den 3-Litre gab es eine Reihe unterschiedlicher Karosserien, die teilweise in sehr ähnlicher Form auch bei anderen Modellen des Rootes-Konzerns verwendet wurden:
- Six Window Saloon:  eine viertürige Limousine mit drei Fenstern auf jeder Seite. Sein Aufbau wurde bei Pressed Steel hergestellt. Die Kühlermaske und die Verkleidung des Motorraums sind stilistisch eigenständig; im Bereich des Passagierraums hingegen ist die Karosserie mit der des Humber Snipe 75 identisch. Der Six Window Saloon ist die am weitesten verbreitete Version des 3-Litre.

- Sports Saloon: eine viertürige Limousine mit außergewöhnlich gestalteter Fensterpartie im hinteren Bereich. An den hinteren Türen gibt es keine Fahrzeugsäule, sodass die Fenster der hinteren Türen und die Seitenscheiben unmittelbar aneinandergrenzen und scheinbar eine einheitliche Fläche bilden. Ein entsprechendes Design hatte Rootes bereits beim kleineren Sunbeam-Talbot Ten verwirklicht.

- Tourer: ein offener Zweitürer mit vier Sitzen und leichtem Verdeck. Die Karosserie kam von Whittingham & Mitchel. Insgesamt entstanden nur 12 Exemplare dieser Version.[8] Einen sehr ähnlichen, allerdings im vorderen Bereich etwas kürzeren Aufbau gab es für den kleineren (Sunbeam-)Talbot Ten.

- Drophead Coupé: ein offener Zweisitzer mit einer Karosserie von Carbodies.

Im Sommer 1939 nahm Rootes außerdem einen Touring Saloon, eine Limousine und einen Phaeton ins Programm auf. Inwieweit diese Karosserieversionen tatsächlich realisiert wurden, ist zweifelhaft. Es ist belegt, dass der Phaeton gar nicht gebaut wurde.

## Preise und Produktion
Der Talbot 3-Litre kostete bei seiner Markteinführung in der einfachsten Ausführung 398 £. Der Preis des im folgenden Jahr eingeführten Sunbeam-Talbot 3-Litre lag bei mindestens 415 £. Bis November 1939 entstanden, den Talbot 3-Litre und den Sunbeam-Talbot 3-Litre zusammengenommen, insgesamt 1266 Autos der Baureihe.

## Sunbeam-Talbot 4-Litre

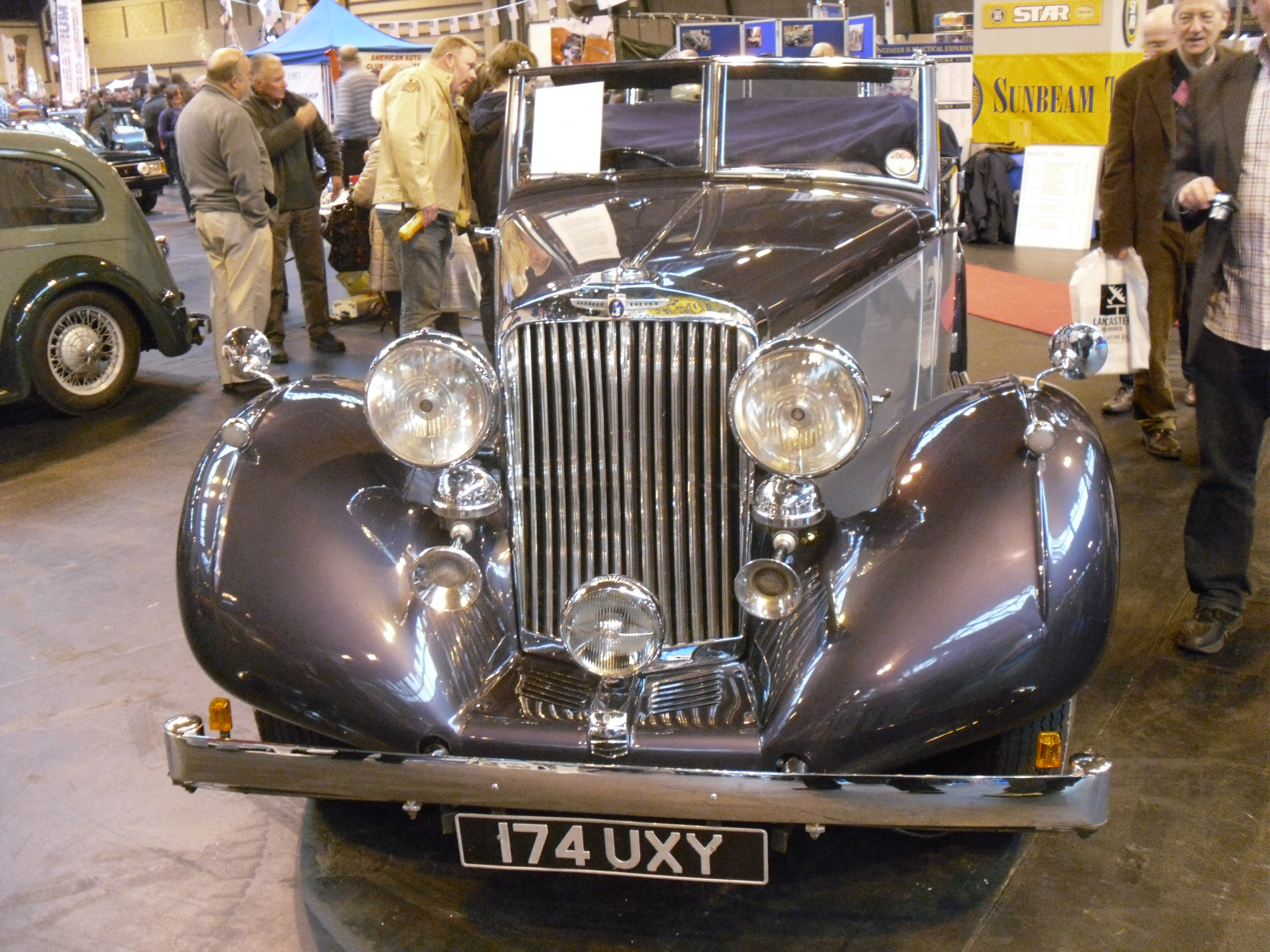
Sunbeam-Talbot 4-Litre Drophead Coupé

1938 ergänzte Rootes die Modellpalette um den Sunbeam-Talbot 4-Litre. Er war „im Grunde das gleiche Auto wie der 3-Litre“ und war auch mit den gleichen Karosserien erhältlich. Der wesentliche Unterschied betraf die Motorisierung. Angetrieben wird der 4-Litre von dem 4086 cm³ großen Reihensechszylindermotor des Humber Super Snipe. Der Block ist weitgehend identisch mit der 3,2-Liter-Einheit des Talbot-Sunbeam 3-Litre, hat aber bei unverändertem Hub (120 mm) eine vergrößerte Bohrung (85 statt 75 mm). Die Motorleistung beträgt etwa 100 bhp (74 kW; 101 PS). Damit wurde die Beschleunigung „signifikant besser“, und der Verbrauch stieg geringfügig. Die bessere Beschleunigung wurde allerdings durch das schwache Fahrwerk konterkariert.
Der Sunbeam-Talbot 4-Litre kostete bei seiner Markteinführung 455 £. Damit war er 40 £ teurer als der schwächere Sunbeam-Talbot 3-Litre und 70 £ teurer als der Humber Super Snipe, der ebenfalls einen 4,1-Liter-Motor hatte.
In der etwa einjährigen Produktionszeit des 4-Litre stellte Rootes, alle Karosserievarianten zusammengenommen, 229 Fahrzeuge her.